# Llorenç Maria Alier i Cassi
Llorenç Maria Alier i Cassi (Barcelona, 12 de juny de 1878 - 15 de gener de 1942) fou un advocat i polític català.
Fill de Llorenç Alier i Sala polític natural de Vic i de Maria Gràcia Cassi i Pont natural de Puigcerdà. A les eleccions generals espanyoles de 1907 fou elegit diputat per la Comunió Tradicionalista pel districte de Cervera dins la coalició Solidaritat Catalana. El 1934 fou nomenat cap regional carlí de Catalunya.
En el seu temps fou un advocat de renom. El 1908 fou autor d'un Manual jurídico-canónico, político-administrativo, civil y penal para uso del clero español, i el 1910 participà en la redacció de la Enciclopedia Jurídica Española, amb Víctor Pedret i Torres, Enrique Oliver Rodriguez, Juan Torres Ballesté, i Luis Moutón y Ocampo.